# Fairchild T-46
Fairchild T-46 (biệt danh "Eaglet") là một loại máy bay huấn luyện phản lực hạng nhẹ của Hoa Kỳ trong thập niên 1980. Nó bị hủy bỏ vào năm 1986 sau khi mới chỉ có 3 chiếc được chế tạo.

## Quốc gia sử dụng
Hoa Kỳ
- Không quân Hoa Kỳ

## Tính năng kỹ chiến thuật (T-46)
Dữ liệu lấy từ Tweety-Bird Replacement
Đặc điểm tổng quát
- Tổ lái: 2
- Chiều dài: 29 ft 6 in (8,99 m)
- Sải cánh: 38 ft 7¾ in (11,78 m)
- Chiều cao: 9 ft 11¾ in (3,04 m)
- Diện tích cánh: 160,9 ft² (14,95 m²)
- Tỉ số mặt cắt: 9.28
- Trọng lượng rỗng: 5.275 lb (2.393 kg)
- Trọng lượng cất cánh tối đa: 6.962 lb (3.158 kg)
- Động cơ: 2 × Garrett F109-GA-100 kiểu turbofan, 1.330 lbf (5,93 kN) mỗi chiếc
- Sức chưa nhiên liệu bên trong: 200 US Gal (757 L)

 Hiệu suất bay 
- Vận tốc cực đại: 397 knot (457 mph, 735 km/h) trên độ cao 25.000 ft (7.600 m)
- Vận tốc hành trình: 333 knot (383 mph, 616 km/h) trên độ cao 45.000 ft (13.700 m)
- Tầm bay: 1.190 nm (1.369 mi, 2.205 km)
- Trần bay: 46.500 ft (14.175 m)
- Vận tốc leo cao: 4.470 ft/phút (22,7 m/s)

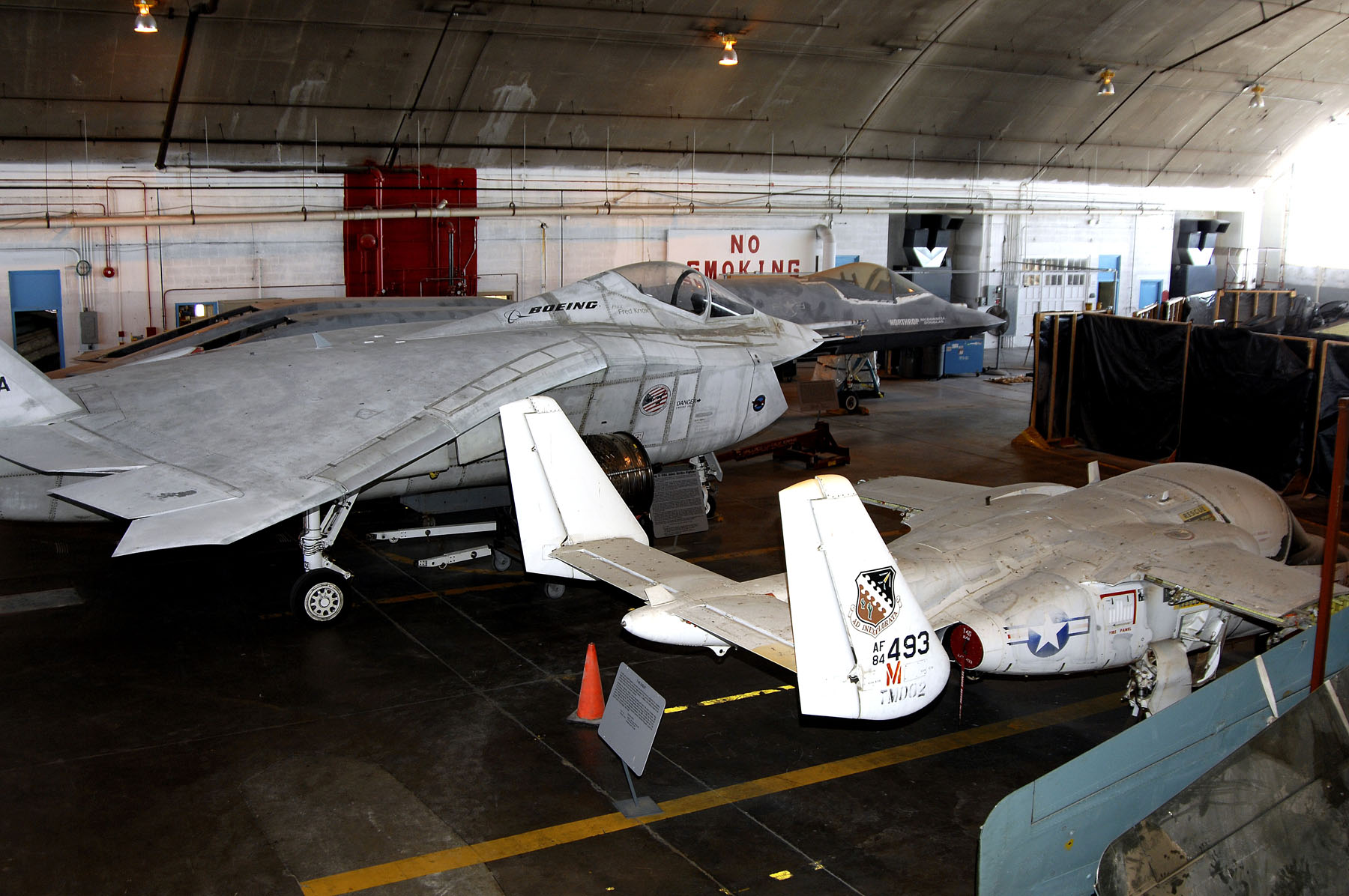
T-46, X-32 và YF-23 tại Bảo tàng quốc gia không quân Hoa Kỳ

- Đường băng cất cánh: 1.520 ft (463 m) (tới 50 ft (15 m))